# Lega giordana professionistica 2009-2010
La Jordan League 2009-2010 è stata la 57ª edizione della massima serie del campionato giordano di calcio. È stata disputata dal 24 settembre 2009 all'11 aprile 2010, e ha visto la vittoria dell'Al Faysali Club, al suo trentunesimo titolo.

## Classifica finale
| Pos. | Squadra           | Pt | G  | V  | N | P  | GF | GS | DR  |
| ---- | ----------------- | -- | -- | -- | - | -- | -- | -- | --- |
| 1    | Al-Faisaly        | 53 | 22 | 17 | 2 | 3  | 43 | 16 | +27 |
| 2    | Al-Wehdat         | 52 | 22 | 16 | 4 | 2  | 39 | 11 | +28 |
| 3    | Shabab Al-Ordon   | 44 | 22 | 12 | 8 | 2  | 35 | 20 | +15 |
| 4    | Al-Hussein        | 29 | 22 | 7  | 8 | 7  | 29 | 24 | +5  |
| 5    | Al-Jazira         | 29 | 22 | 8  | 5 | 9  | 28 | 29 | -1  |
| 6    | Kufrsoum          | 29 | 22 | 8  | 5 | 9  | 25 | 35 | -10 |
| 7    | Al-Baqa'a         | 26 | 22 | 6  | 8 | 8  | 22 | 24 | -2  |
| 8    | Al-Ramtha         | 25 | 22 | 6  | 7 | 9  | 31 | 36 | -5  |
| 9    | Al-Arabi Irbid    | 21 | 22 | 6  | 3 | 13 | 31 | 42 | -11 |
| 10   | Al-Yarmouk        | 19 | 22 | 4  | 7 | 11 | 20 | 30 | -10 |
| 11   | Al-Karmel         | 18 | 22 | 5  | 3 | 14 | 21 | 41 | -20 |
| 12   | Ittihad Al-Ramtha | 17 | 22 | 3  | 8 | 11 | 15 | 31 | -16 |

Legenda:

      Campione di Giordania e ammessa alla Coppa dell'AFC 2011
      Ammessa alla Coppa dell'AFC 2011
      Retrocesse in seconda divisione
Note:

Tre punti a vittoria, uno a pareggio, zero a sconfitta.